# Werewolves of London (videogioco)
Werewolves of London è un videogioco pubblicato nel 1987 per Amstrad CPC da Viz Design, un marchio appartenente alla filiale britannica della Ariolasoft. L'uscita di versioni per Commodore 64 e ZX Spectrum era prevista poco dopo, ma la Ariolasoft UK cessò le attività e queste edizioni vennero pubblicate solo più tardi da Mastertronic, nel 1988-1989. Il protagonista è un licantropo che si aggira per la città e quando ha sembianze di lupo può divorare persone, mentre la polizia gli dà la caccia.
Il titolo può essere un riferimento alla canzone Werewolves of London, che viene brevemente riprodotta nella schermata dei titoli.
L'edizione originale della Viz Design per Amstrad include anche una cassetta audio con il brano d'atmosfera Werewolf Rap mixato da Silver Bullet (in realtà non un rap, ma un brano strumentale).
La versione Spectrum e la riedizione per Amstrad della Mastertronic erano vendute insieme, su due lati della stessa cassetta.
Le versioni Amstrad e Spectrum sono accreditate a Steve Howard e Paul Smith, autori anche di Bride of Frankenstein (1987), che ha delle somiglianze di stile, tanto che Werewolves of London si potrebbe considerare un suo successore non ufficiale.

## Trama
Un abitante di Londra è vittima di una maledizione che lo trasforma in lupo mannaro tutte le notti. Per interrompere la maledizione deve uccidere tutti gli otto membri rimanenti della famiglia che la causò, che deve trovare sparsi per la città. Non disdegna però di divorare anche cittadini innocenti per raggiungere il suo obiettivo e la polizia è sempre più determinata a fermare il colpevole.

## Modalità di gioco
Il gioco si svolge in un labirinto multischermo di almeno 185 luoghi, mostrati con prospettiva 2,5D, che rappresentano strade e parchi di Londra, tetti degli edifici, sotterranei della metropolitana e cunicoli fognari. Il personaggio del giocatore può camminare in tutte le direzioni e saltare e deve esplorare questo ambiente alla ricerca di oggetti e persone.
Un'icona in basso a destra cambia periodicamente tra sole e luna, a indicare l'alternarsi del giorno e della notte, che avviene ogni pochi minuti. Durante le ore diurne il protagonista ha sembianze umane e può esplorare la città in relativa tranquillità, mentre di notte si trasforma subito in licantropo e acquisisce l'abilità di divorare le altre persone, ma deve difendersi dalla polizia.
Gli agenti che si incontrano possono essere armati di pistola o di manette. Se si viene colpiti dalle pistole si perde parte dell'energia vitale fino all'eventuale sconfitta. I punti ferita sono indicati da una sacca medica di sangue che sgocciola quando si viene colpiti o si cade da un tetto. Se si viene raggiunti e arrestati da un agente con manette si viene immediatamente messi in prigione, per poi essere liberati il giorno dopo quando si torna umani. A certe condizioni è possibile anche evadere di prigione prima, ad esempio attraverso una botola. Sullo scenario si incontrano casualmente diversi passanti e il lupo mannaro li può divorare istantaneamente, come anche i poliziotti, per recuperare l'energia.
Alcuni oggetti utili si possono trovare e raccogliere in un inventario a icone: aprichiusini per accedere a tombini da usare come passaggi, torcia per illuminare alcuni sotterranei oscuri, biglietti per la metropolitana (sebbene sia possibile anche saltare i tornelli), chiavi, medicazioni, lima per le sbarre. Tramite la tastiera si selezionano le caselle dell'inventario per prendere, lasciare e usare gli oggetti con il pulsante/tasto di fuoco, altrimenti si seleziona un'icona permanente del personaggio per far sì che il pulsante serva a saltare.
L'obiettivo del gioco è trovare e uccidere 8 personaggi specifici, che sono riconoscibili dall'apparizione alla base dello schermo di una croce da cimitero che lampeggia quando si è vicino a uno di loro. Alla morte dell'avversario la croce diventa fissa e si devono accumulare 8 croci per vincere.